# Абдрахманово (Баймакский район)
Абдрахма́ново (баш. Әбдрәхмән) — деревня Татлыбаевского сельсовета Баймакского района Республики Башкортостан России.

## Географическое положение
Расстояние до:
- районного центра (Баймак): 36 км,
- центра сельсовета (Татлыбаево): 4 км,
- ближайшей железнодорожной станции (Сибай): 28 км.

## Население
| 2002 | 2009 | 2010 |
| ---- | ---- | ---- |
| 229  | ↗245 | ↘239 |

Национальный состав
Согласно переписи 2002 года, преобладающая национальность — башкиры (100 %).

## Религия
В деревне есть мечеть.

## Известные уроженцы
- Яхин, Риза Хажиахметович (1935 — 1998) — комбайнёр, Герой Социалистического Труда (1976), лауреат Государственной премии СССР (1979).